# ابن وضاح
أبو عبد الله محمد بن وضاح بن بزيع (199 هـ - 287 هـ) محدّث أندلسي.

## حياته
ولد أبو عبد الله محمد بن وضاح بن بريع المرواني القرطبي لأسرة من موالى عبد الرحمن الداخل عام 199 هـ. سمع في الأندلس عن محمد بن عيسى الأعشى ومحمد بن خالد الأشج ويحيى بن يحيى وسعيد بن حسان وزونان بن الحسن وعبد الملك بن حبيب وعبد الأعلى بن وهب.
رحل إلى المشرق مرتين. الأولى عام 218 هـ، لقي فيها سعيد بن منصور وآدم بن أبي إياس العسقلانيّ ويحيى بن معين وأحمد بن حنبل وغيرهم. ولكن هدف رحلته كان للقاء الزهاد والعباد. ثم رحل رحلة ثانية فسمع فيها من الكثير من البغداديين والمكيين والشاميين والمصريين والقرويين منهم إسماعيل بن أبي أويس ويعقوب بن حميد بن كاسب وزهير بن عباد وأصبغ بن الفرج وسحنون بن سعيد التنوخي وغيرهم، عدّهم ابن الفرضي 175 رجلاً.
وصنف ابن وضاح كتبًا، منها «العباد والعوابد» وهو كتاب في الزهد، و«القطعان» وهو كتاب في الحديث، و«مكنون السر ومستخرج العلم» في فقه المالكية، و«البدع والنهى عنها» وكتاب فيه ما جاء من الحديث في النظر إلى الله تعالى. روى عنه أحمد بن خالد الجباب وقاسم بن أصبغ ومحمد بن أيمن وأحمد بن عبادة ومحمد بن المسور وغيرهم.
توفي ابن وضاح في 26 محرم 287 هـ.

## رأي العلماء فيه
قال عنه الذهبي أنه: «الإمام الحافظ، محدّث الأندلس مع بقي بن مخلد.» وقال ابن الفرضي: «وبمحمد بن وضاح وبقي بن مخلد صارت الأندلس دار حدِيث.» كما قال عنه أنه: «كان عالمًا بالحديث، بصيرًا بطرقه وعلله.» وكان أحمد بن خالد الجبّاب لا يقدم على ابن وضاح أحداً، غير أنه كان ينكر عليه تشدده في رده لكثير من الحديث. كما قال ابن الفرضي: «له خطأ كثير محفوظ عنه، ويغلط ويصحف، ولا علم له بالعربية، ولا بالفقه.»